# Costantino di Czartorysk
Costantino di Czartorysk in lituano Konstantinas Algirdaitis Čartoriskis (1330 – Ungheria, tra 1388 e 1392) è stato un nobile lituano e uno dei figli del granduca di Lituania Algirdas (1296 circa-1377) o di uno dei fratelli di quest'ultimo, Karijotas (?-tra il 1358 e il 1363).

## Biografia
La paternità di Costantino resta incerta tra Karijotas o Algirdas, ma è comunque assodato che fu nipote di Gedimino, granduca di Lituania dal 1316 al 1341. Non si conosce neppure il suo nome pagano, ma soltanto quello di quando ricevette il battesimo e si convertì alla religione ortodossa. Per distinguerlo si suole associare al suo nome Costantino il villaggio di Czartorysk, in Volinia. L'insediamento, oggi chiamato Staryi Chortoryisk e compreso in Ucraina, era di proprietà della famiglia. 
Il suo mandato come principe di Czartorysk ebbe inizio nel 1382 e, sulla base delle informazioni disponibili, Costantino fu l'unico governatore della regione che amministrò ad aver coniato delle monete. L'iscrizione sui suoi denari recita "MONETA CONSTANTINI / D N DOMINI DE SMOTRIC". La sua morte avvenne tra 1388 e 1392. Il suo principale lascito riguarda la sua discendenza, in quanto Costantino viene considerato il progenitore della nobile famiglia dei Czartoryski.

## Discendenza
Sua moglie Anna diede alla luce tre figli:
- Gleb Konstantynowicz
- Grzegorz Konstantynowicz
- Wasyl Konstantynowicz (1375 circa-1416)

## Ascendenza
|                          |                     |                 | Genitori       |  |  | Nonni     |  |  | Bisnonni |  |
|                          |                     |                 |                |  |  | Gediminas |  |  | Butvydas |  |
|                          |                     |                 |                |  |  | Gediminas |  |  | Butvydas |  |
|                          |                     | …               |                |  |  | Gediminas |  |  |          |  |
| Algirdas                 |                     |                 |                |  |  | Gediminas |  |  |          |  |
|                          |                     | Jewna di Polack | Ivan di Polack |  |  |           |  |  |          |  |
|                          |                     | Jewna di Polack | Ivan di Polack |  |  |           |  |  |          |  |
|                          |                     | Jewna di Polack | …              |  |  |           |  |  |          |  |
| Costantino di Czartorysk |                     | Jewna di Polack |                |  |  |           |  |  |          |  |
|                          | Jaroslav di Vicebsk | …               |                |  |  |           |  |  |          |  |
|                          | Jaroslav di Vicebsk | …               |                |  |  |           |  |  |          |  |
|                          | Jaroslav di Vicebsk | …               |                |  |  |           |  |  |          |  |
| Maria di Vicebsk         | Jaroslav di Vicebsk |                 |                |  |  |           |  |  |          |  |
|                          |                     | …               | …              |  |  |           |  |  |          |  |
|                          |                     | …               | …              |  |  |           |  |  |          |  |
|                          |                     | …               | …              |  |  |           |  |  |          |  |
|                          |                     | …               |                |  |  |           |  |  |          |  |